# Chiesa di San Mamante (Medicina)
La chiesa arcipretale di San Mamante è la parrocchiale di Medicina, in città metropolitana ed arcidiocesi di Bologna; inoltre, fa parte del vicariato di Budrio-Castel San Pietro Terme.

## Storia
Si sa che l'originaria pieve di Medicina era situata all'esterno del locale castello e che fu riedificata nel 1406. Questa chiesa era caratterizzata dall'aula rettangolare, dal presbiterio quadrato e dal soffitto a capriate; era dotata di fonte battesimale, di un nartece, di una facciata a capanna con un oculo e di un campanile la cui cella era ingentilita da bifore. Tra i secoli XVII e XVIII vennero realizzate le cappelle laterali del Rosario e di Santa Lucia. Sul finire del Seicento la chiesa non era più adatta a soddisfare le esigenze della popolazione e si decise di riedificarla. I lavori di realizzazione dell'attuale parrocchiale, progettata in stile barocco da Giuseppe Antonio Ambrosi da Bologna, iniziarono nel 1734 e terminarono nel 1739. Nel 1752 venne deliberata l'edificazione del campanile e il progetto fu affidato agli architetti Carlo Francesco Dotti e Angelo Venturoli e nello stesso anno iniziarono le pratiche relative; la torre campanaria, alta 53 metri e portata a compimento nel 1777, venne realizzata sfruttando parte delle fondamenta di un torrione dell'antico castello. Nel 1836 il presbiterio fu modificato e nel 1843 la sacrestia - al giorno d'oggi adibita a cappella feriale - venne riedificata in stile neoclassico. Nello stesso periodo fu ricostruita, adiacente alla chiesa, la canonica, la quale venne in parte rifatta nella seconda metà del Novecento. Nel 1953 il pavimento venne completamente rifatto. L'edificio subì alcuni danni durante il terremoto dell'Emilia del 2012.

## Interno

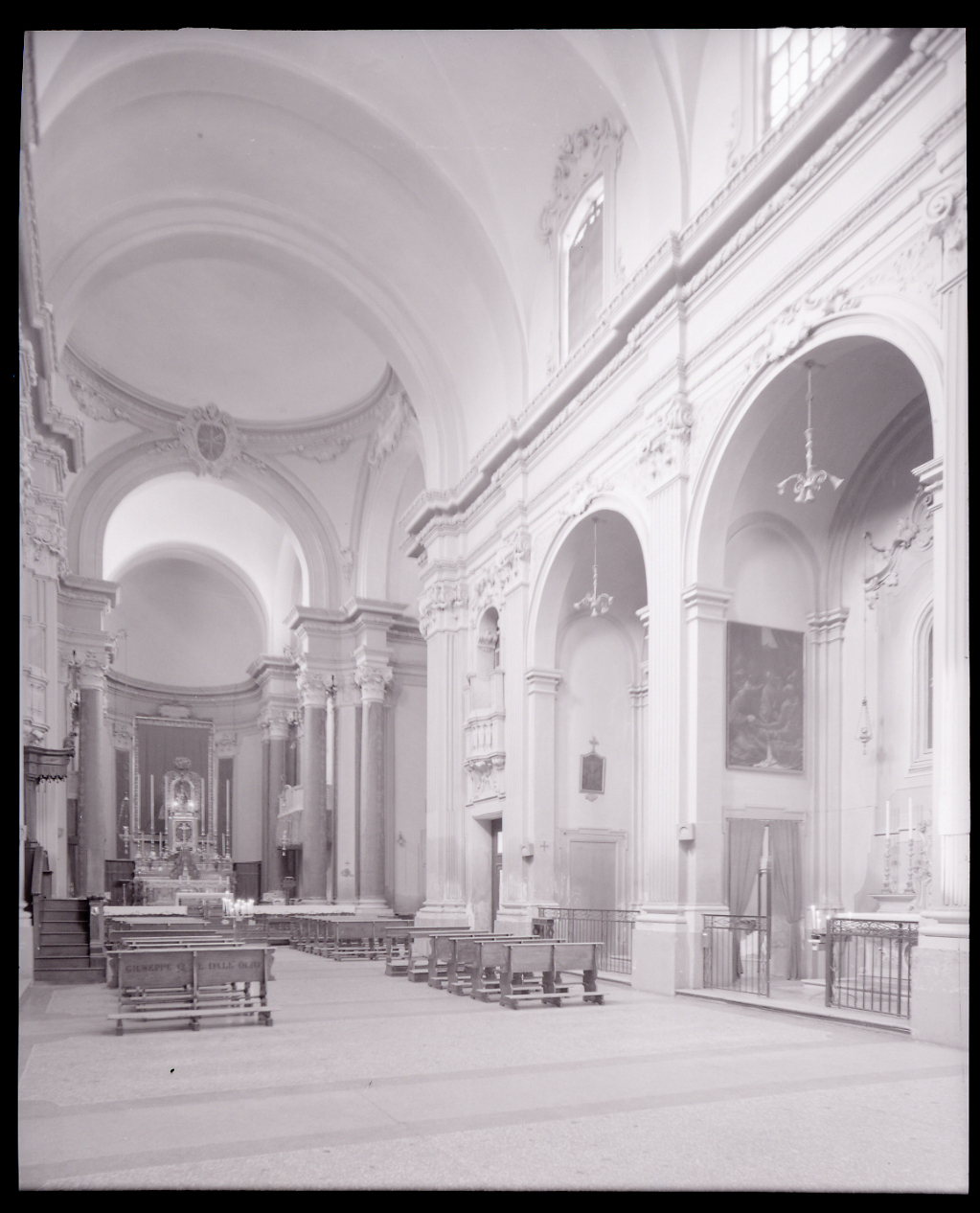
La navata della chiesa in una foto di Paolo Monti del 1968

Opere di pregio conservate all'interno della chiesa sono l'altar maggiore, costruito con bronzi e marmi dorati su disegno di Angelo Venturoli, una pala raffigurante la Madonna di Guadalupe tra i Santi Magno ed Emidio, realizzata in epoca napoleonica, una tela con la Morte di San Giuseppe, eseguita nel XVII secolo da Carlo Bononi e originariamente posta nella chiesa della Madonna del Carmine, un dipinto con Sant'Isidoro Agricola, opera ottocentesca della bolognese Anna Mignani Grilli, e una pala il cui soggetto è la Beata Vergine Assunta in adorazione della Santissima Trinità, forse di Giovanni Giacomo Semenza o di Francesco Gessi, proveniente dalla chiesa dell'Assunta.